# Scolasticismo protestante
Lo scolasticismo protestante (od ortodossia protestante) è un periodo della storia del protestantesimo spesso oggi considerato come l'epoca in cui si è cercato di sistematizzare la teologia protestante, ma anche come un periodo di stagnazione spirituale dopo l'attività feconda dei Riformatori del XVI secolo.
Negli anni seguenti alla Riforma (soprattutto dal 1559 al 1622), calvinisti, luterani e cattolici romani si trovano ad occupare lo stesso territorio geografico e sono in competizione per gli stessi potenziali seguaci. Ciascuno comincia a sentire la pressione di doversi dare una precisa identità ed a spiegare come differisce e sorpassa i suoi rivali in teologia. Essi sviluppano, così, nel fare teologia, criteri distinti, dedotti logicamente ed attentamente articolati, i quali diventano il mezzo principale attraverso il quale ciascuno si distingue dall'altro. Uno dei principali catalizzatori dello sviluppo fra i protestanti è il cardinale cattolico Roberto Bellarmino (1542-1621), il cui assalto teologico ai principi della Riforma richiedeva una risposta circostanziata.
Secondo van Asselt: "L'offensiva di Bellarmino era essenzialmente scolastica, così, per combattere lui e gli altri polemisti cattolici romani, si rende necessario fare uso dello stesso apparato scolastico. Nel corso di questo dibattito viene così alla luce un'elaborazione sempre più dettagliata della posizione teologica protestante".
Come spiega Alister McGrath, "le introspezioni dei Riformatori vengono codificate e perpetuate attraverso lo sviluppo di una serie di presentazioni sistematiche della teologia cristiana". In questa prospettiva, lo scopo principale dei pensatori riformati (calvinisti) e luterani, è quello di dimostrare la coerenza logica interna dei loro rispettivi sistemi.

## L'interpretazione tradizionale
Un certo numero di studiosi, come Brian Armstrong e, più recentemente, Alister McGrath, identificano quelle che possono definirsi le cinque caratteristiche di questo approccio alla teologia.
1. Alla ragione umana viene assegnato il ruolo maggiore nell'investigazione e nella difesa della teologia cristiana, fino al punto che essa acquista valore altrettanto importante della fede.
2. La teologia cristiana è presentata come un sistema logicamente coerente e difendibile razionalmente, derivato da deduzioni sillogistiche basate su assiomi conosciuti. In altre parole, la teologia prende le mosse da principi fondamentali per procedere poi a dedurre le sue dottrine su quella base. "È un approccio teologico che afferma le verità religiose sulla base del raziocinio deduttivo tratto da presupposti dati, che produce così un sistema logicamente coerente e difendibile di credenze".
3. La teologia è compresa come fondata sulla teologia aristotelica e particolarmente sulle intuizioni aristoteliche sulla natura del metodo. I teologi riformati posteriori possono così meglio essere descritti come teologi filosofici, più che biblici.
4. "La teologia si orienta così verso questioni metafisiche e speculative, specialmente al riguardo della natura di Dio, la volontà di Dio per l'umanità e, soprattutto, la dottrina della predestinazione". Di fatto, la dottrina della predestinazione e dei decreti divini diventa il punto di partenza principale dal quale ogni altra verità viene dedotta o collegata logicamente. Si rimuove così la predestinazione dalla sua collocazione sussidiaria nel quadro più vasto della teologia (dove si trova, ad esempio, nella Istituzione della Religione cristiana, di Calvino) e posta in capo all'agenda teologica nell'ambito della dottrina su Dio.
5. L'ortodossia protestante abbraccia il sentimento che "i dati della Scrittura contengono un resoconto unificato e razionalmente comprensibile e possono così essere strutturati in un insieme di affermazioni definitive che, a loro volta, possono essere usate come metro per determinare la propria ortodossia".
Tutto questo, si sostiene, costituisce una divergenza seria e radicale, e quindi un allontanamento da una teologia più sensibilmente biblica e orientata pastoralmente, quella dei Riformatori del XVI secolo. Armstrong parla, così, a nome di molti oggi, quando conclude che "È legittimo così affermare che la teologia fortemente biblica e fondata sull'esperienza di Calvino e Lutero, è stata vinta dalla metafisica e dalla logica deduttiva di un aristotelismo ristabilito".
Gli studiosi tendono a suddividere lo scolasticismo protestante in tre periodi: (1) l'ortodossia bassa (1560-1620); (2) l'ortodossia alta (1620-1700); (3) l'ortodossia tarda (1700-1790).

## I maggiori scolastici calvinisti
Fra i maggiori calvinisti ortodossi o scolastici possono essere elencati:
- Pietro Martire Vermigli (1500-1562), sebbene tecnicamente non appartenente ai periodi indicati per qualificarsi come scolastico protestante, la teologia del Vermigli è influente su sviluppi susseguenti. Insegna per un certo tempo ad Oxford e poi a Strasburgo e a Zurigo.
- Teodoro di Beza (1519-1605), successore di Calvino a Ginevra e rettore dell'Accademia cittadina. È spesso riconosciuto come il primo fra i pensatori scolastici.
- Zaccaria Ursino (1534-1583), influenzato prima da Melantone, ma più tardi fedele esponente della dottrina calviniana dell'elezione. Insieme a Caspar Oleviano, è l'autore del Catechismo di Heidelberg.
- Girolamo Zanchi (1516-1590), associato con Vermigli, insegna Antico Testamento a Strasburgo.
- Francis Gomar (1563-1641), generalmente riconosciuto come fra i più eminenti calvinisti europei. Professore all'Università di Leida nel 1594, si impegna nella controversia con Giacomo Arminio negli anni finali della sua vita. È fra i delegati del sinodo di Dordrecht.
- William Ames (1576-1633), nato in Inghilterra, studia sotto William Perkins. Si trasferisce in Olanda e partecipa al Sinodo di Dordrecht dove assume il ruolo di consulente pagato del presidente. Il suo volume "Il midollo della teologia" (The Marrow of Divinity) è considerato come fra le più alte espressioni mai scritte della teologia calvinista e federale. Esercita una profonda influenza sul Puritanesimo della Nuova Inghilterra.
- William Perkins (1558-1602), uno dei più rilevanti esponenti della teologia puritana inglese. Combatte Arminio ed è rinomato per l'opera "La catena d'oro della salvezza" (The Golden Chain of Salvation)[5].
- Gisberto Voezio (1589-1676), studia sotto Gomar a Leida; è delegato al Sinodo di Dordrecht ed insegna teologia all'Università di Utrecht.
- Francesco Turrettini (1623-1687) è certamente il più famoso fra gli scolastici riformati. Insegna all'Accademia di Ginevra per 30 anni ed è autore della "Teologia elenctica", confutazione logica di concezioni avverse, spesso in forma di sillogismi che conducono ad un'affermazione positiva della verità.
- Peter van Mastricht (1630-1706), esercita una profonda influenza sulla teologia di Jonathan Edwards. Termina la sua carriera come professore di teologia ad Utrecht.
- Herman Witsius (1636-1708), insegna teologia a Utrecht e a Leida.
- John Owen (1616-1683), non tecnicamente uno scolastico protestante, è considerato generalmente come il più erudito fra i pensatori puritani inglesi.

## Contestazioni all'approccio tradizionale
Più recentemente, al seguito della discussione che ne fa Richard Muller del Calvin Theological Seminary, gli studiosi dello scolasticismo protestante stanno cominciando a mettere in questione l'accuratezza del ritratto che n'è stato fatto finora. Muller corregge questo modello tradizionale come segue:
1. È difficilmente sostenibile insistere sulla dicotomia fra la teologia dei riformatori del XVI secolo ed i loro eredi del XVII secolo. I secondi certo raffinano ed adattano la teologia dei primi, ma vi è più sostanzialmente continuità che discontinuità.
2. Contrariamente a quanto alcuni hanno sostenuto, la dottrina su Dio (essenza ed attributi) fra gli scolastici protestanti, è radicata nell'esegesi biblica, non semplicemente su speculazioni logiche su quel che sembra razionale.
3. Lo "scolasticismo" dell'ortodossia protestante non era questione di contenuti quanto di metodo, per cercare di facilitare l'argomentazione accademica. Raramente, se non mai, si fa precedere la logica deduttiva rispetto all'autorità biblica[6]. Quando si fa uso di sillogismi e di logica deduttiva è soprattutto per denunciare gli errori dell'avversario o per trarre delle conclusioni dai testi biblici, "non per cercare di dedurre un intero sistema teologico da un singolo principio o 'dogma centrale'"[6]. L'impresa dello scolasticismo, nota il Muller, "assume la necessità di dedurre, dibattere e, per quanto possibile, risolvere apparenti contraddizioni fra teologia e filosofia"[7].
4. Gli scolastici protestanti non erano "razionalisti", com'è stato loro contestato. Il razionalismo si avvale prevalentemente dell'uso della ragione nello studio della teologia e della filosofia, ed afferma di voler risolvere le questioni sulla base della coerenza logica senza far riferimento all'autorità biblica. Certamente veniva usata la ragione come strumento di lavoro (come tutti fanno più o meno consapevolmente), ma ad essa non si assegna mai il ruolo principale al di sopra dell'autorità biblica. il razionalismo è una concezione filosofica, lo scolasticismo una questione di metodologia.
5. Sebbene la scolastica riformata era predestinazionista, non lo era in forza del suo metodo teologico ma per le sue persuasioni al riguardo del significato del testo biblico. Non c'è rapporto intrinseco fra l'uso del metodo scolastico e la teologia predestinazionista. Arminio, com'è stato notato, metodologicamente era anche lui uno scolastico.
6. Se si rileva discontinuità fra la scolastica riformata e Giovanni Calvino (e non ve n'è molta), questo non indica necessariamente discontinuità fra la prima e la riforma stessa. Calvino non è stato il solo progenitore della fede riformata, ma uno dei diversi esponenti più significativi della seconda generazione di protestanti. Inoltre, solo in termini di genere, la Istituzione della religione cristiana, può difficilmente essere paragonata con le teologie sistematiche del periodo scolastico. Anche fra queste ultime non vi è poi così tanta uniformità come molti hanno affermato esservi presente.